# Kontenregister
Das Kontenregister, auch als zentrales Kontenregister bezeichnet, ist eine vom österreichischen Bundesminister für Finanzen zentral geführte Datenbank, in der Kontostammdaten zu allen Konten bei österreichischen Banken erfasst werden. Die Banken sind zur laufenden Einmeldung dieser Daten verpflichtet. Im Kontenregister ist verzeichnet, wer welche Konten bei welchen Banken hat und wer auf diese Konten zugreifen darf.
Rechtliche Grundlage ist das Kontenregister- und Konteneinschaugesetz (KontRegG), das im Bundesgesetzblatt BGBl. I Nr. 116/2015 kundgemacht wurde und grundsätzlich mit 1. Jänner 2017 in Kraft getreten ist.
Gesetzlicher Dienstleister für das Kontenregister ist das österreichische Bundesrechenzentrum (BRZ GmbH).

## Chronologie
Im Rahmen der Steuerreform 2015/2016 wurde am 7. Juli 2015 im österreichischen Nationalrat das sogenannte „Bankenpaket“ beschlossen; das KontRegG ist ein Teil dieses Pakets. Das Kontenregister ist seit 10. August 2016 in Betrieb und seit 5. Oktober 2016 abfragebereit. Der Beginn der Datenerfassung erfolgte rückwirkend per 1. März 2015.

## Erfasste Daten
Zu den erfassten Stammdaten zählen z. B.
- Kontonummer bzw. Depotnummer (von Girokonten, Bausparkonten, Sparbüchern und Wertpapierdepots),
- Kontoinhaber und Verfügungsberechtigte (Namen der Personen oder Unternehmen),
- kontoführende Bank sowie
- Datum von Eröffnung und Auflösung des Kontos bzw. des Depots.[1][2]

Bewegungsdaten, also Kontostände oder Umsätze, werden hingegen nicht im Kontenregister gespeichert.
Die erfassten Daten müssen 10 Jahre ab Ablauf des Jahres der Auflösung des Kontos bzw. Depots gespeichert bleiben.

## Einsichtnahme
In das Kontenregister kann nicht öffentlich Einsicht genommen werden. In Österreich können (Ober-)Staatsanwaltschaften, Strafgerichte, Finanzstraf- und Abgabenbehörden und das Bundesfinanzgericht in das Kontenregister einsehen, wobei sie dies nur im Zuge von Abgaben- und Finanzstrafverfahren dürfen und nur, wenn dies zweckmäßig und angemessen ist.
Bei Abfragen durch Finanzstrafbehörden oder Gerichte wird der Abgefragte nicht verständigt. Bei Abfragen durch die Abgabenbehörde erfolgt die Verständigung ausschließlich per FinanzOnline. Jede Abfrage aus dem Kontenregister muss protokolliert werden, und das Protokoll ist 10 Jahre aufzubewahren.
Von der Einsichtnahme in das Kontenregister abzugrenzen, ist die sogenannte Konteneinschau. Während die Abfrage des Kontenregisters keine Details zu Kontobewegungen und -ständen ergibt, werden letztgenannte Details bei der Konteneinschau (= Öffnung eines Kontos bei der Bank) ersichtlich.

## Zweck
Das Kontenregister soll einerseits der Wahrung von Steuergerechtigkeit und steuerlicher Transparenz sowie andererseits der Bekämpfung von Steuerbetrug, Abgabenhinterziehung und Geldwäsche dienen.

## Kritik
Es standen bzw. stehen Befürchtungen im Raum, dass das Kontenregister de facto den Abschied vom Bankgeheimnis bedeuten würde und zum Gläsernen Bürger führen werde. Kritisiert wird auch die Anzahl der erteilten Auskünfte aus dem Kontenregister an Behörden.
Aus einem anderen Blickwinkel bringt das Kontenregister aber auch eine Verbesserung des Datenschutzes: Vor der Einführung des Kontenregisters mussten die Behörden Anfrageersuchen an alle Banken aussenden, nur um festzustellen, bei welchen Banken eine bestimmte Person Konten hatte. Damit waren alle Banken informiert, wenn die Behörden gegen eine bestimmte Person ermittelten.

## Statistik
| Jahr | Anzahl erteilter Auskünfte | Änderung gegenüber Vorjahr | Quellen                     |
| ---- | -------------------------- | -------------------------- | --------------------------- |
| 2016 | 1.026                      | n. a.                      | [ 8 ] [ 9 ] [ 10 ] [ 6 ]    |
| 2017 | 6.297                      | +53,4 %                    | [ 11 ] [ 12 ] [ 13 ] [ 6 ]  |
| 2018 | 6.757                      | +07,3 %                    | [ 14 ] [ 15 ] [ 5 ]         |
| 2019 | 7.454                      | +10,3 %                    | [ 16 ] [ 17 ] [ 18 ] [ 19 ] |

1. ↑  Jahressumme aller eingeholten Auskünfte aus dem Kontenregister von:
  - (Ober-)Staatsanwaltschaften und Strafgerichten gemäß § 4 Abs. 1 Z 1 KontRegG (laut Bundesministerium für Justiz)
  - Finanzstrafbehörden für finanzstrafrechtliche Zwecke gemäß § 4 Abs. 1 Z 2 KontRegG (laut Bundesministerium für Finanzen)
  - Bundesfinanzgericht für finanzstrafrechtliche Zwecke gemäß § 4 Abs. 1 Z 2 KontRegG (laut Bundesministerium für Finanzen)
  - Abgabenbehörden des Bundes für Abgabenzwecke gemäß § 4 Abs. 1 Z 3 KontRegG (laut Bundesministerium für Finanzen)
  - Bundesfinanzgericht für abgabenrechtliche Zwecke gemäß § 4 Abs. 1 Z 3 KontRegG (laut Bundesministerium für Finanzen)
  - Abgabenbehörden in Verfahren zur Veranlagung der Einkommensteuer, Körperschaftsteuer oder Umsatzsteuer gemäß § 4 Abs. 5 KontRegG (laut Bundesministerium für Finanzen)
2. ↑  Einführungsjahr; nur 4. Quartal 2016 maßgebend
3. ↑  Änderung hochgerechnet, bezogen auf die 4-fache Anzahl aus dem 4. Quartal 2016

## Vergleichbare Regelungen in anderen Ländern

### Deutschland
In Deutschland kann von staatlichen Stellen zentral über die BaFin auf die von den Kreditinstituten zu pflegenden Stammdaten zugegriffen werden. Siehe Hauptartikel Kontenabruf.